# 雪片蓮
雪片蓮（学名：Leucojum vernum） ，是石蒜科的多年生草本植物。又名春雪花（英語：spring snowflake）、聖阿格尼絲之花（英語：St. Agnes' flower）、雪球花（英語：snowbell）。其原产于中欧和南欧，而在西北欧、美国部分州份為歸化種。
雪片蓮於春季開花，可栽於向陽地做為觀賞植物。每株植物都有一朵白色的花，花被片顶端附近有绿色斑点，茎约10—20 cm（3.9—7.9英寸）高。

## 簡述
雪片蓮約12—35 cm（4.7—13.8英寸）高，葉和花會同時生長，葉宽5-25毫米， 10—25 cm（3.9—9.8英寸）长，通常延伸至花朵以下。花葶有一个小的中央腔和两个狭窄的翼。下垂的花朵在春天出现，通常是单生的，很少形成两个伞形花序。花有六个白色花被，每个花被的尖端下方有绿或黄色的斑纹。花被片約15–25毫米长。种子為白色，约7毫米长。

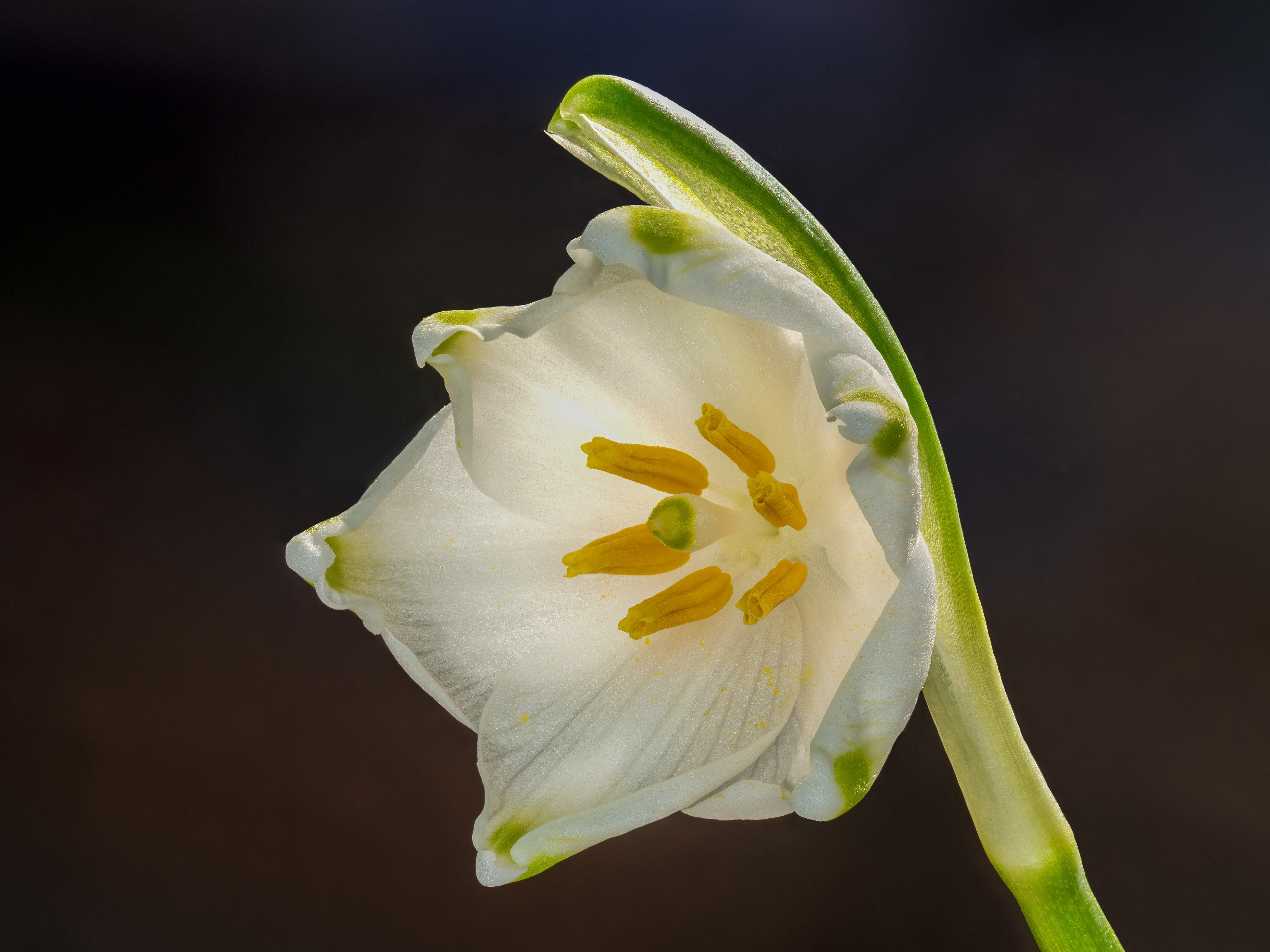
摄于德国班贝格
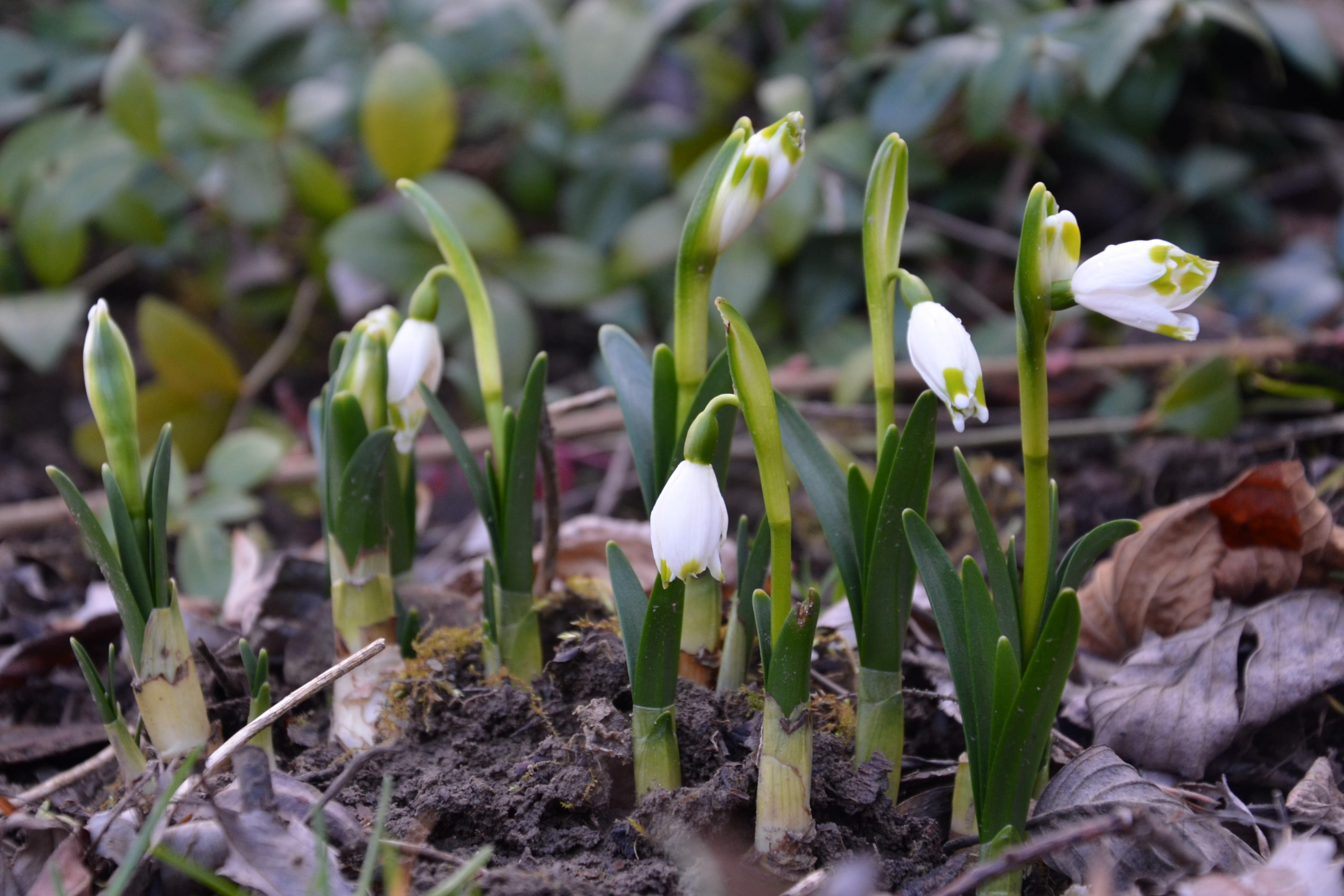
开花初期
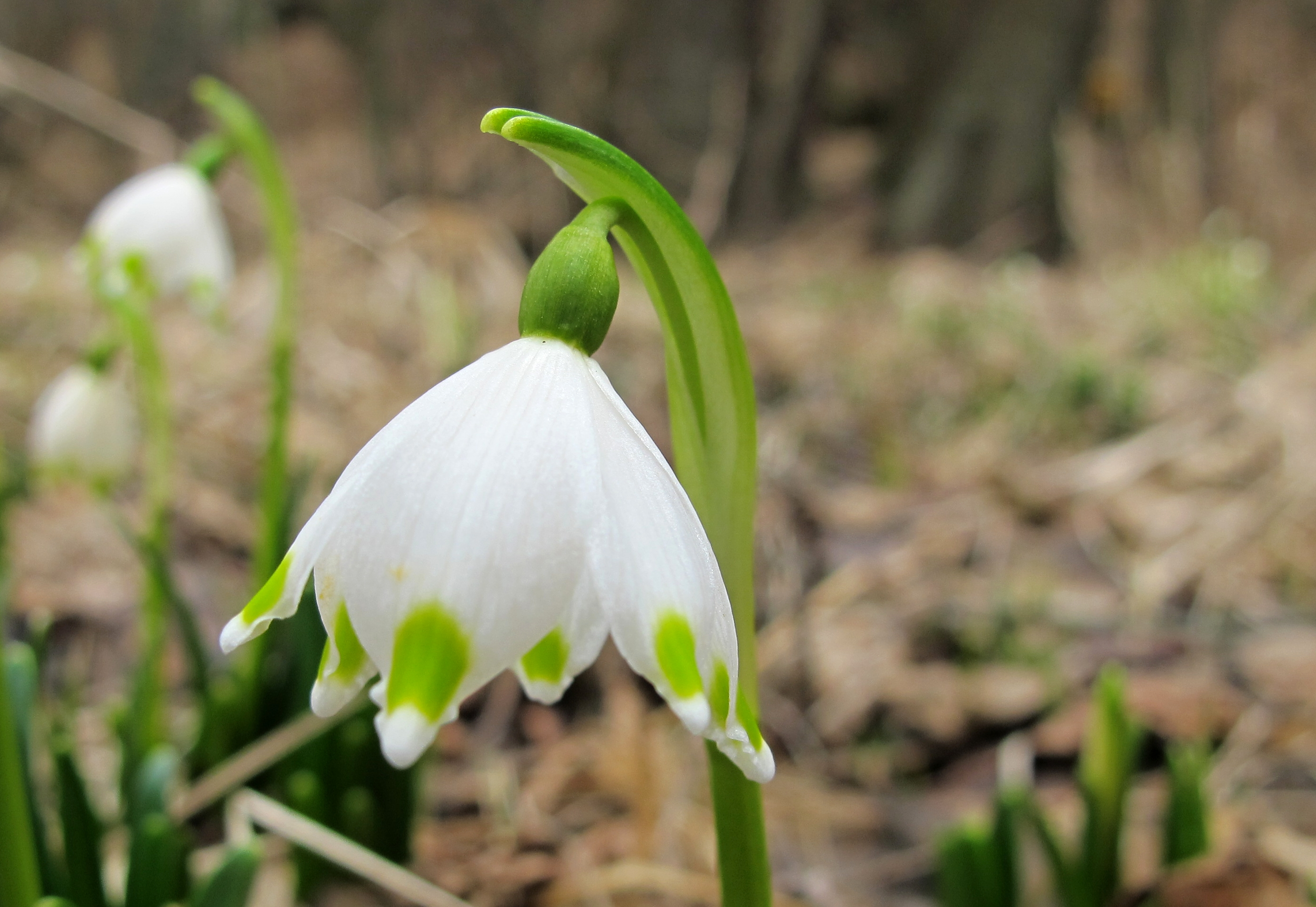
典型形态，花被上有绿色斑纹
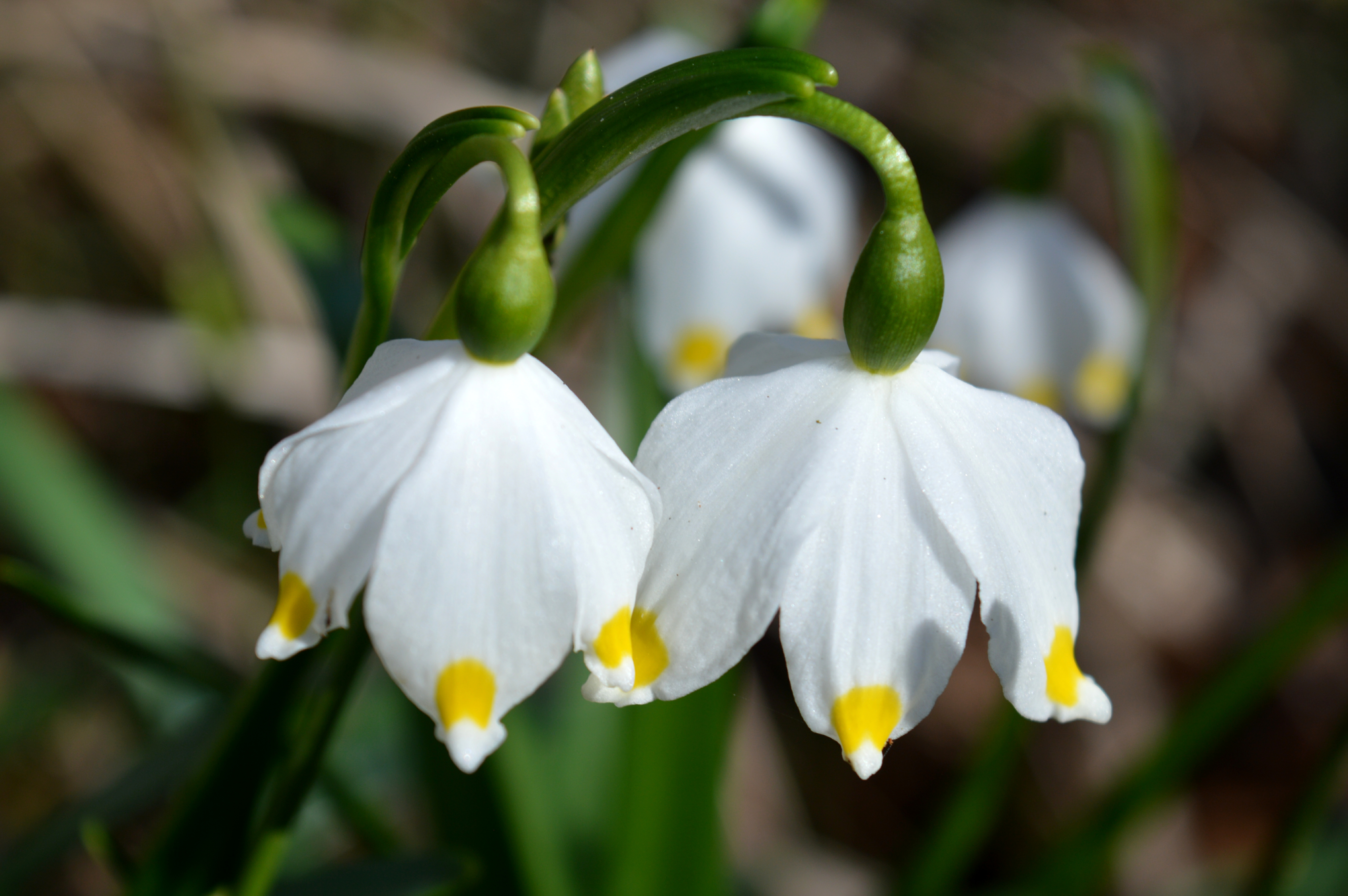
黄色斑纹的花被
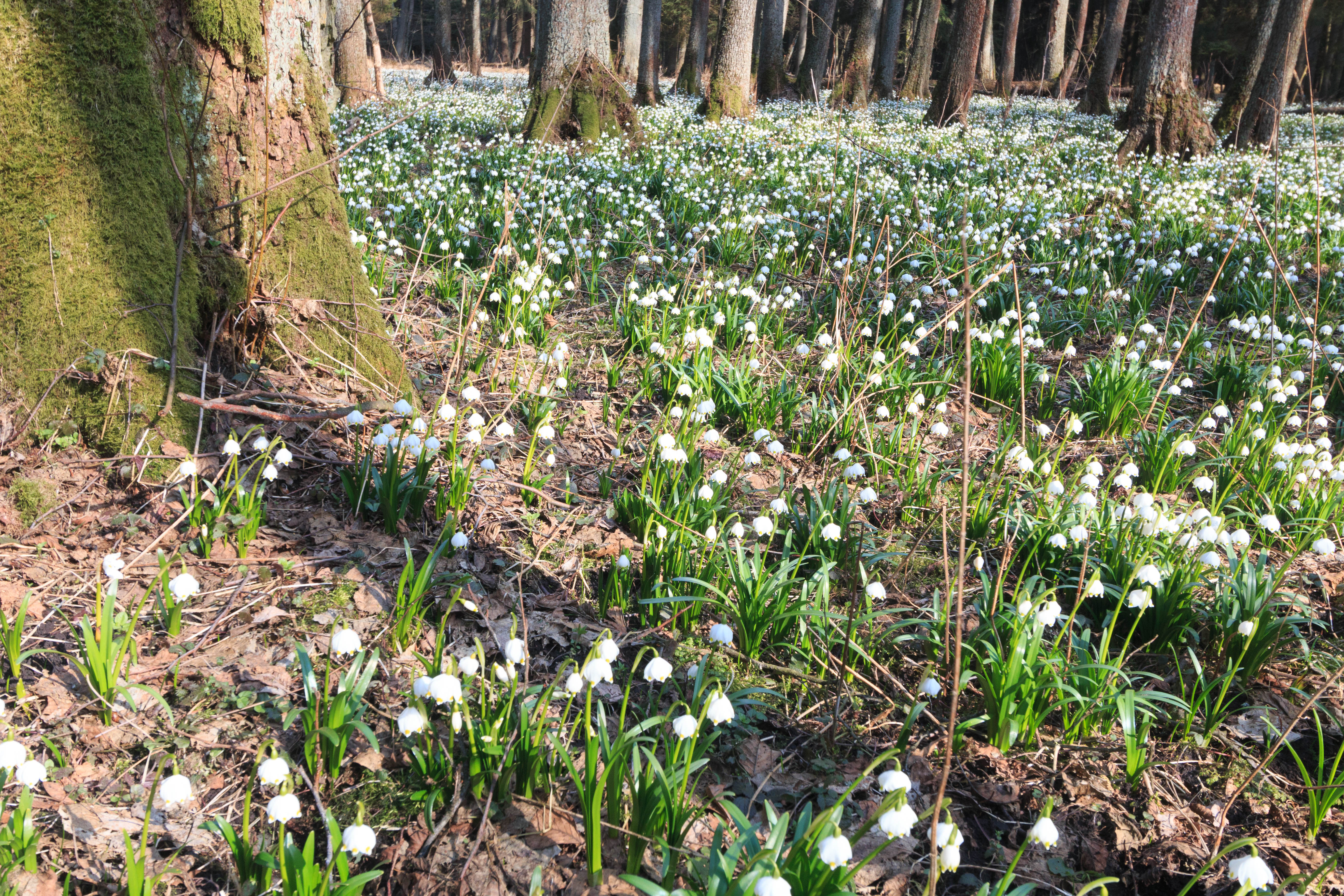
捷克自然保护区典型的潮湿森林栖息地
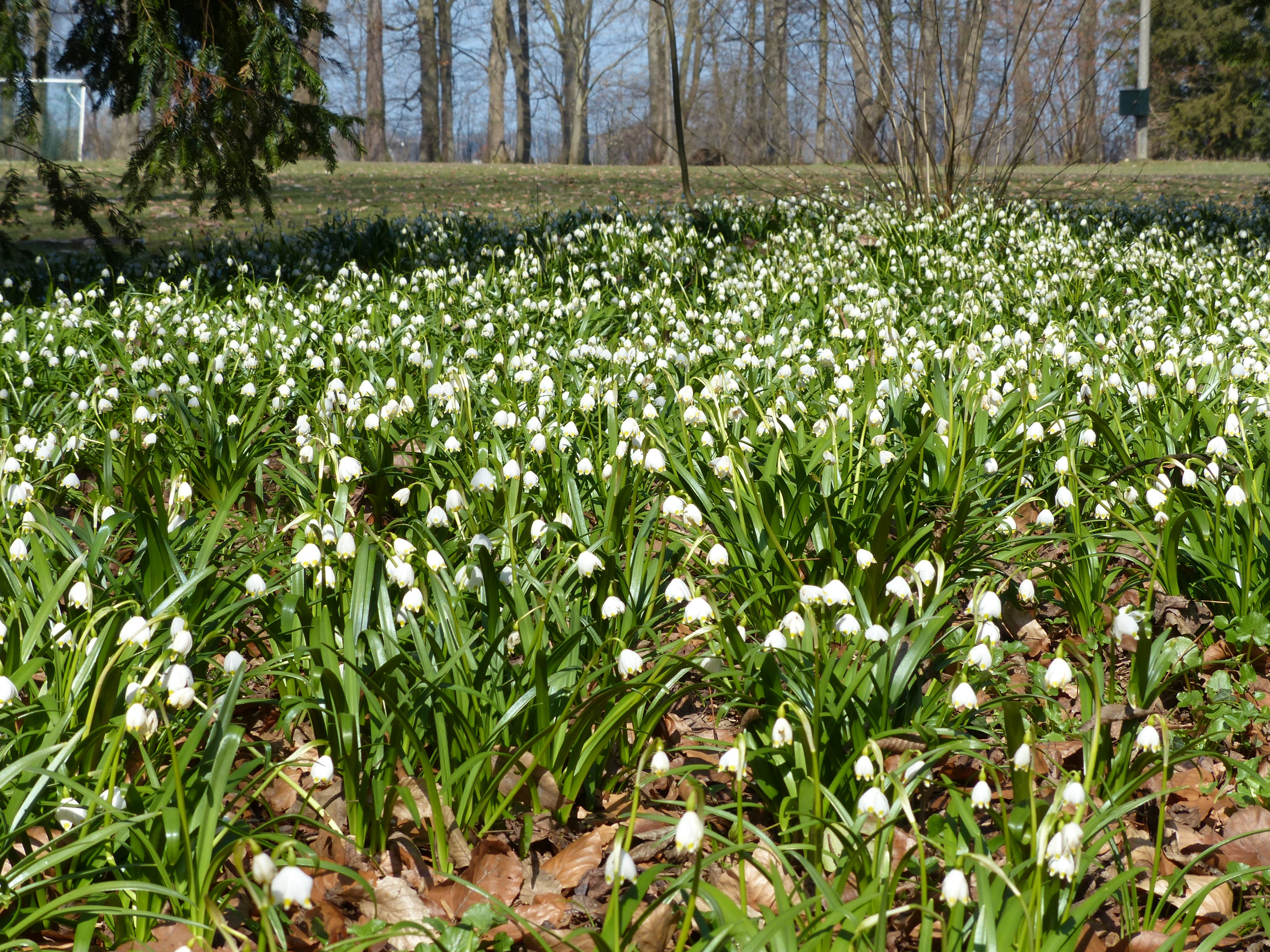
归化于德国贝伦霍夫景观公园

## 分类
雪片蓮之學名Leucojum vernum在1753年由卡尔·林奈命名，vernum為春天之意。

### 變種
雪片蓮有两个變種已被世界選定植物科別目錄所承认：
- Leucojum vernum var. carpathicum Sweet–生於喀尔巴阡山脉
- Leucojum vernum var. vernum

另一品種被一些资料所承认，但未被《世界选定植物科名录》所承认： 
- Leucojum vernum var. vagneri Stapf

Leucojum vernum var. vagneri 的特征是花被片顶端是黄色而非绿色斑纹。相較L. v. var. vernum而言，L. v. var. vagneri更為茁壯、花期較早且，每个花茎開两朵花。二者不得雜交。

## 分布
雪片蓮原产於中欧和南欧和西欧部分地区，包括奥地利、比利时、法国、意大利、罗马尼亚等國家。雪片蓮在欧洲其他地区归化，包括英国、荷兰和斯堪地那維亞半島的部分地区，以及美国的喬治亞州和佛罗里达州。雪片蓮長於潮湿和阴凉地，包括树林，最高生長海拔可达1600公尺。

## 栽培
雪片蓮因在春天花而被栽培为观赏植物，它被認為容易種植，特別在潮濕的草地上。荣获英国皇家园艺学会颁发的優秀花園獎。 

### 品种
雪片蓮有许多品种，各品種花期、花色及開花數皆略有不同。 

## 毒性
雪片莲属植物皆有毒，其叶子和鳞茎含有有毒的生物鹼石蒜碱與加兰他敏。 加兰他敏可用于治疗轻度至中度阿茲海默症引起的认知能力下降以及其導致的记忆障碍。

## 外部連結
- 维基共享资源上的相關多媒體資源：Leucojum vernum
- 維基物種上的相關：Leucojum vernum